# Гиперкубические соты
| · Правильная квадратная мозаика. · 1 color | · Кубические соты в их регулярной форме. · 1 color |
| · Шахматная квадратная мозаика · 2 цвета   | · Шахматные кубические соты. · 2 цвета             |
| · Растянутая квадратная мозаика · 3 цвета  | · Растянутые кубические соты · 4 цвета             |
| · 4 цвета                                  | · 8 цветов                                         |

Гиперкуби́ческие соты — семейство правильных сот (замощений) в пространстве размерности {\displaystyle n} с символами Шлефли {\displaystyle {4,3...3,4}}, имеющих симметрию группы Коксетера {\displaystyle R_{n}} (или {\displaystyle B_{n-1}^{~}}) для {\displaystyle n\geq 3}.
Соты строятся из четырёх  {\displaystyle n}-мерных гиперкубов на каждой {\displaystyle (n-2)}-мерной грани. Вершинной фигурой является гипероктаэдр {\displaystyle {3...3,4}}.
Гиперкубические соты являются самодвойственными.
Коксетер, Гарольд назвал это семейство  {\displaystyle \delta _{n}+1} (для  {\displaystyle n}-мерных сот).

## Классыпостроения Витхоффапо размерности
Имеется два основных вида гиперкубических сот, правильная форма с идентичными фасетами гиперкубов и полуправильная с чередующимися фасетами, наподобие шахматной доски.
Третья форма образуется путём операции растяжения, применённой к правильной форме. В результате растяжения создаются фасеты на месте всех элементов меньшей размерности. Например, растянутые кубические соты имеют кубические ячейки с центрами исходных кубов, на исходных фасетах, на исходных рёбрах и на исходных вершинах, создавая тем самым ячейки 4-х цветов вокруг каждой вершины с соотношением 1:3:3:1.
Прямоугольные соты — это семейство топологически эквивалентных кубическим сот, но имеющих меньшую степень симметрии. В этих сотах каждое из трёх направлений может иметь отличную от других длину. Фасеты являются гиперпрямоугольниками (на плоскости это прямоугольники, а в трёхмерном пространстве  — прямоугольные параллелепипеды).
| δn | Название                 | Символы Шлефли                | Диаграммы Коксетера — Дынкина | Диаграммы Коксетера — Дынкина | Диаграммы Коксетера — Дынкина                                                             | Диаграммы Коксетера — Дынкина |
| δn | Название                 | Символы Шлефли                | Прямоугольные {∞}n (2m цветов, m<n) | Правильные (Растянутые) {4,3n-1,4} (1 цвет, n цветов) | Шахматные {4,3n-4,31,1} (2 цвета)                                                         |                               |
| -- | ------------------------ | ----------------------------- | --- | --- | ----------------------------------------------------------------------------------------- | ----------------------------- |
| δ2 | Апейрогон                | {∞}                           | labelinfin · branch_10 | |                                                                                           |                               |
| δ3 | Квадратная мозаика       | {∞}2 {4,4}                    | labelinfin · branch_10 · 2 · labelinfin · branch_10 | node_1 · 4 · node · 4 · node · node_1 · 4 · node · 4 · node_1 | node · 4 · node_1 · 4 · node                                                              |                               |
| δ4 | Кубические соты          | {∞}3 {4,3,4} {4,31,1}         | labelinfin · branch_10 · 2 · labelinfin · branch_10 · 2 · labelinfin · branch_10 | node_1 · 4 · node · 3 · node · 4 · node · node_1 · 4 · node · 3 · node · 4 · node_1 | node_1 · 4 · node · split1 · nodes                                                        |                               |
| δ5 | Кубические 4-мерные соты | {∞}4 {4,32,4} {4,3,31,1}      | labelinfin · branch_10 · 2 · labelinfin · branch_10 · 2 · labelinfin · branch_10 · 2 · labelinfin · branch_10 | node_1 · 4 · node · 3 · node · 3 · node · 4 · node · node_1 · 4 · node · 3 · node · 3 · node · 4 · node_1                                                                                         | node_1 · 4 · node · 3 · node · split1 · nodes                                             |                               |
| δ6 | Кубические 5-мерные соты | {∞}5 {4,33,4} {4,32,31,1}     | labelinfin · branch_10 · 2 · labelinfin · branch_10 · 2 · labelinfin · branch_10 · 2 · labelinfin · branch_10 · 2 · labelinfin · branch_10                                                                                        | node_1 · 4 · node · 3 · node · 3 · node · 3 · node · 4 · node · node_1 · 4 · node · 3 · node · 3 · node · 3 · node · 4 · node_1                                                                   | node_1 · 4 · node · 3 · node · 3 · node · split1 · nodes                                  |                               |
| δ7 | Кубические 6-мерные соты | {∞}6 {4,34,4} {4,33,31,1}     | labelinfin · branch_10 · 2 · labelinfin · branch_10 · 2 · labelinfin · branch_10 · 2 · labelinfin · branch_10 · 2 · labelinfin · branch_10 · 2 · labelinfin · branch_10                                                           | node_1 · 4 · node · 3 · node · 3 · node · 3 · node · 3 · node · 4 · node · node_1 · 4 · node · 3 · node · 3 · node · 3 · node · 3 · node · 4 · node_1                                             | node_1 · 4 · node · 3 · node · 3 · node · 3 · node · split1 · nodes                       |                               |
| δ8 | Кубические 7-мерные соты | {∞}7 {4,35,4} {4,34,31,1}     | labelinfin · branch_10 · 2 · labelinfin · branch_10 · 2 · labelinfin · branch_10 · 2 · labelinfin · branch_10 · 2 · labelinfin · branch_10 · 2 · labelinfin · branch_10 · 2 · labelinfin · branch_10                              | node_1 · 4 · node · 3 · node · 3 · node · 3 · node · 3 · node · 3 · node · 4 · node · node_1 · 4 · node · 3 · node · 3 · node · 3 · node · 3 · node · 3 · node · 4 · node_1                       | node_1 · 4 · node · 3 · node · 3 · node · 3 · node · 3 · node · split1 · nodes            |                               |
| δ9 | Кубические 8-мерные соты | {∞}8 {4,36,4} {4,35,31,1}     | labelinfin · branch_10 · 2 · labelinfin · branch_10 · 2 · labelinfin · branch_10 · 2 · labelinfin · branch_10 · 2 · labelinfin · branch_10 · 2 · labelinfin · branch_10 · 2 · labelinfin · branch_10 · 2 · labelinfin · branch_10 | node_1 · 4 · node · 3 · node · 3 · node · 3 · node · 3 · node · 3 · node · 3 · node · 4 · node · node_1 · 4 · node · 3 · node · 3 · node · 3 · node · 3 · node · 3 · node · 3 · node · 4 · node_1 | node_1 · 4 · node · 3 · node · 3 · node · 3 · node · 3 · node · 3 · node · split1 · nodes |                               |
|    |                          |                               | | |                                                                                           |                               |
| δn | Кубические n-мерные соты | {∞}n {4,3n-3,4} {4,3n-4,31,1} | ... | ... |                                                                                           |                               |